# Ouillage

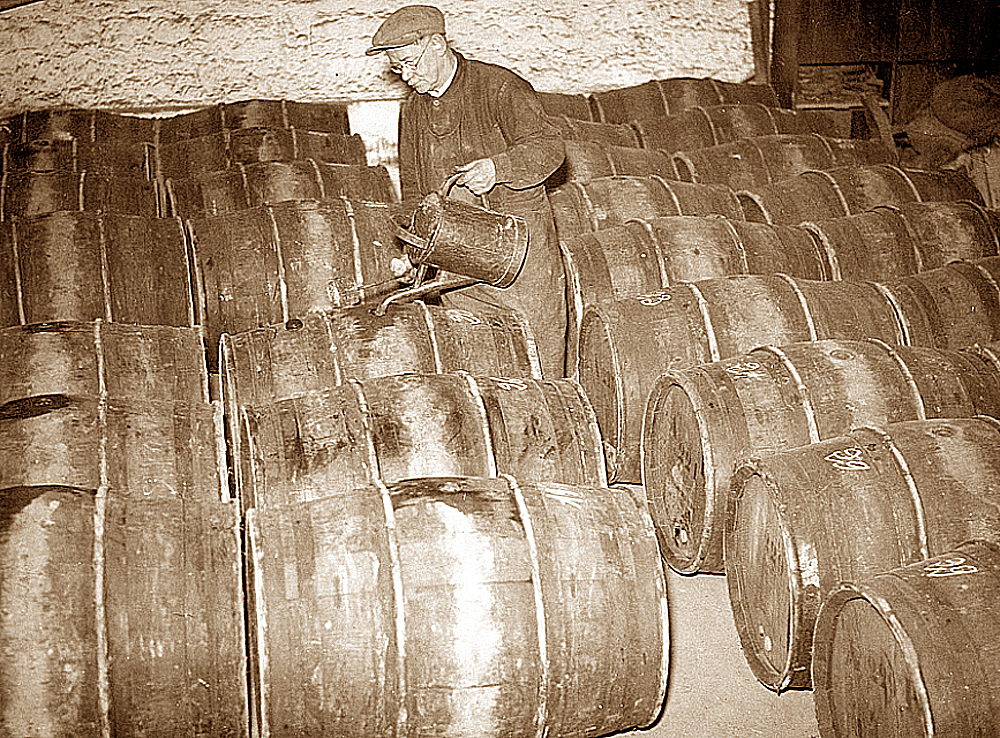
Ouillage à la Halle aux vins de Paris en 1938.

L'ouillage est une action périodique visant à toujours maintenir le niveau maximal des fûts et des cuves de vin dans une cave. Il compense les pertes, ou « consume », dues à l'absorption d'air ou l'évaporation qui augmentent la surface de contact avec l'air, les risques d'oxydation du vin et le développement de bactéries aérobie responsables de la piqûre acétique ou des levures responsables de la maladie de la fleur. L'ouillage des fûts peut être réalisé avec un outil spécifique, l'ouillette.

## Historique
Les contenants utilisés pour le stockage du vin dans l'antiquité sont des amphores en terre cuite, matériau poreux. La perte de vin est déjà constatée, et des solutions sont trouvées pour la limiter : utilisation de poix recouvrant les parois, couche d'huile recouvrant le vin pour empêcher son exposition à l'air. Ces contenants sont voués à rester fermés, scellés, notamment pour la vente et les longs transports, ils ne peuvent pas être ouillés.
L'utilisation de tonneaux et l'apparition du trou de bonde permet une ouverture et un accès facile au vin, et de fait de réaliser un ouillage. Le terme vient de l’ancien français œillage, « remplissage jusqu'à l’œil [de la bonde] », apparu au XIVe siècle.
On le retrouve comme un travail des moines représenté sur les vitraux et dans les manuscrits.

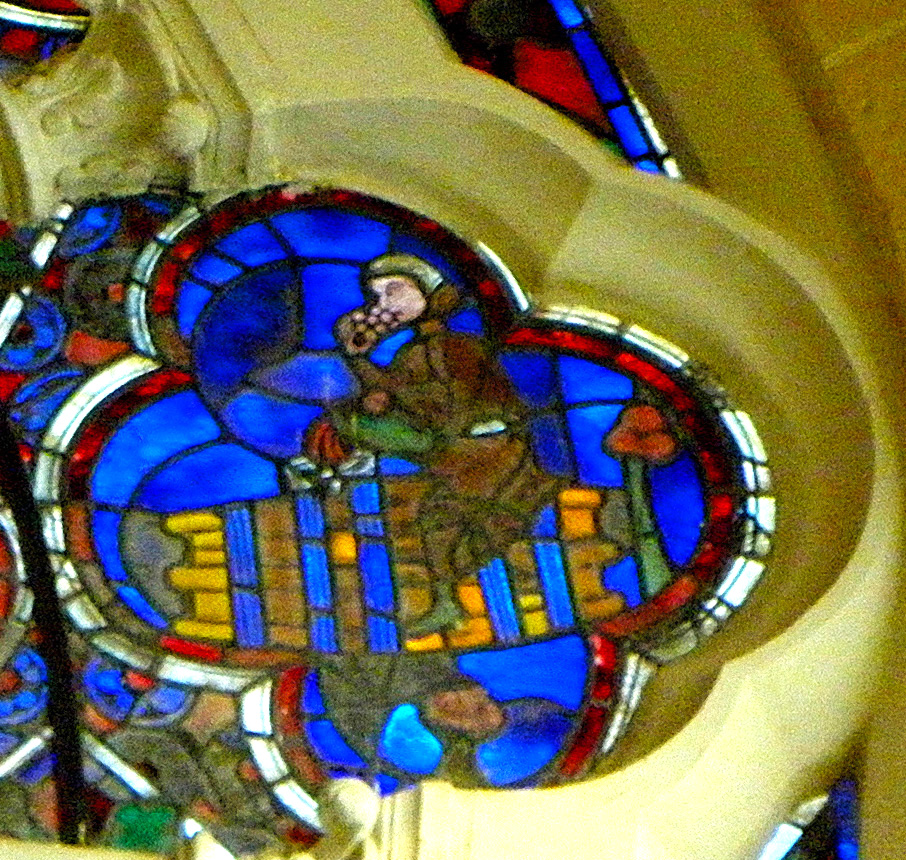
Ouillage par un moine, vitrail du XIIIe siècle.
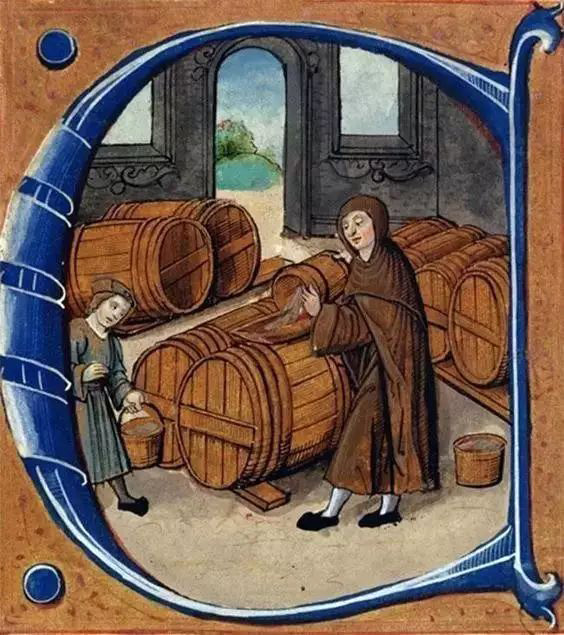
Ouillage par un moine, Redevancier de St-Germain-des-Prés, XVIe siècle.

## Objectif

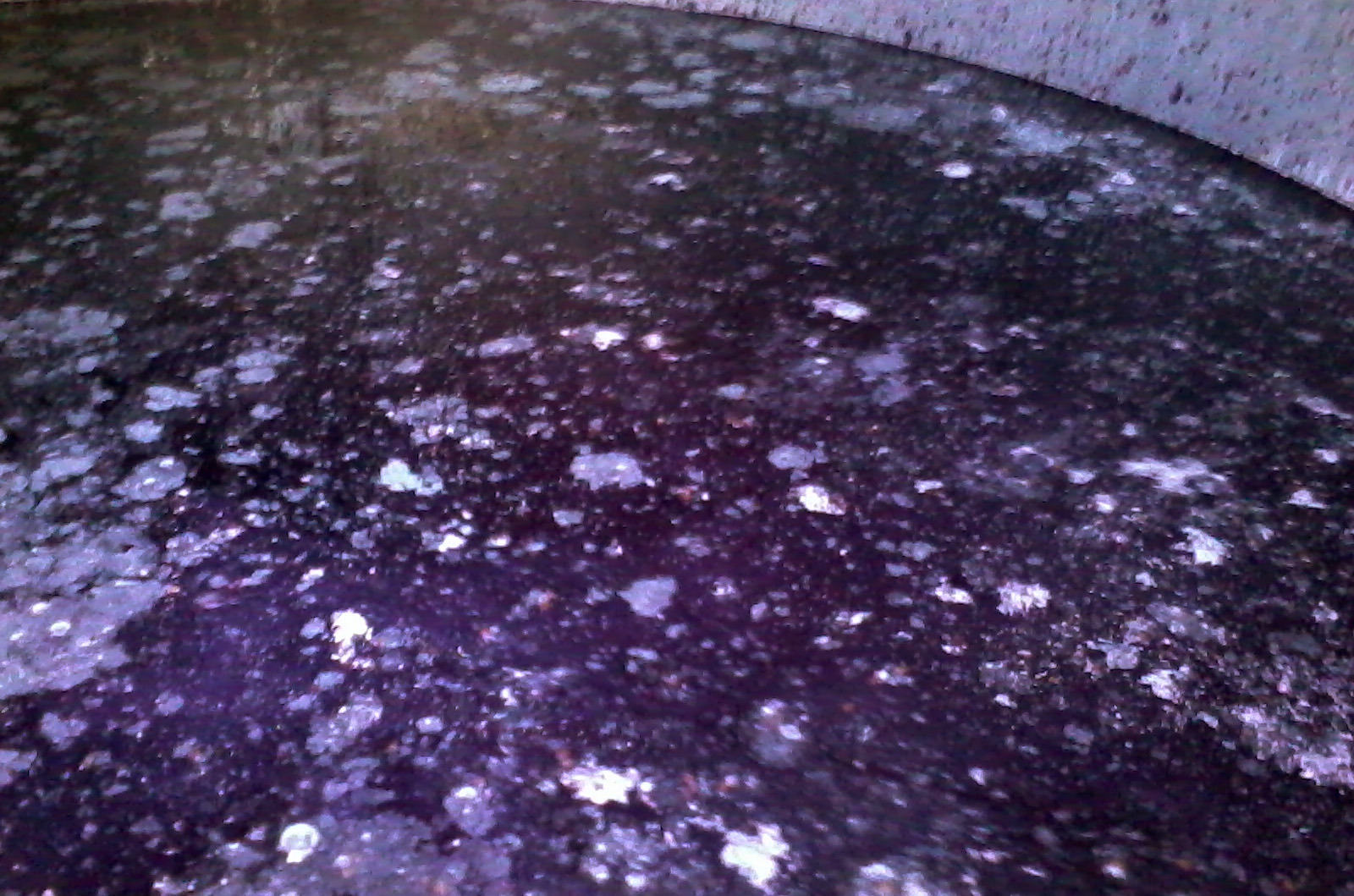
Maladie de la fleur dans une cuve non ouillée.

L'ouillage permet d'éviter l'oxydation du vin ou le développement de micro-organismes en protégeant le vin des problèmes que l'air peut causer lors de son élevage. Il compense la diminution du volume de vin.
L'ouillage est inutile dans les cas où le vin est naturellement protégé. Cela se retrouve pendant la fermentation alcoolique et la fermentation malolactique, ou la prise de mousse, en cuve ou en fûts. Le vin dégageant une grande quantité de dioxyde de carbone, ce dernier sature le milieu et empêche l'oxygène d'être au contact du vin. Ces phases sont relativement courtes comparées à l'élevage, et l'ouillage doit rapidement prendre le relais.

### Protection contre les micro-organismes
La maladie de la fleur peut fréquemment se développer à la surface du vin en présence d'oxygène, lorsque l'ouillage n'est pas assez fréquent.
À défaut d'ouillage, le vin au contact de l'air est exposé à la piqûre acétique. Les bactéries responsables de cet accident (Acetobacter) se développent en effet en présence d'oxygène. Elles transforment alors l'éthanol du vin en acide acétique.

### Protection contre l'oxydation
La présence d'air favorise l'oxydation du vin, l'oxygène se dissolvant facilement dans le vin (1,5 ml d'oxygène par litre de vin et par heure pour 100 cm² de surface exposée). Le SO2 qui peut être présent est oxydé, ce qui diminue la protection du vin lui-même contre l'oxydation par la transformation chimique des composés présents.
L'éthanol est transformé en éthanal à un stade d'oxydation avancé, donnant des arômes de pomme blette. Les anthocyanes, responsables de la couleur du vin, changent de configuration et font évoluer le vin vers une teinte jaune. Les arômes sont profondément modifiés. Ces altérations se font sur vins blancs, rosés, rouges, effervescents, relativement à leur composition propre,.

## Raison des diminutions du volume de vin
La perte de vin peut être causée par l'infiltration du vin dans le bois des fûts ou le matériau des cuves et par l'évaporation qui se produit à travers ces contenants poreux. L'infiltration d'air se fait notamment par la bonde, malgré son rôle d'obturation.
La diminution du volume peut également se faire avec une baisse de la température, un liquide prenant moins de place lorsqu'il est refroidi, sur plusieurs centaines de litres, la diminution de volume peut être importante (quelques litres).
La perte de volume peut également être due au dégazage du dioxyde de carbone contenu dans le vin après la fermentation.
Dans tous les cas, une poche se crée au sommet du fût, ou de la cuve, pouvant être une poche de vide relatif ou d'air.

## Volume et fréquence

### Paramètres extrinsèques
La perte de vin dépend de paramètres extérieurs comme la pression atmosphérique, la température et l'humidité ambiante. Elle dépend aussi de paramètres intrinsèques comme la porosité du contenant, qui influe sur l'évaporation et l'absorption, et notamment de l'âge des fûts, qui absorbent et évaporent beaucoup plus lorsqu'ils sont neufs.
L'évaporation du vin est composée de l'eau et de l'éthanol qu'il contient, par effet d'osmose avec l'air ambiant. Lorsque la cave a une humidité dans l'air inférieure au pourcentage d'eau dans le vin, c'est en majorité de l'eau qui s'évapore du vin. À l'inverse, pour une cave très humide, avec une humidité dans l'air supérieure au pourcentage d'eau dans le vin, c'est de l'éthanol qui s'évaporera en majorité. Par exemple, pour un vin à 12,5 % vol. on a 87,5 % d'eau environ, si l'humidité de l'air est de 90 %, l'air étant plus saturé en eau que le vin, c'est l'éthanol qui a tendance à s'évaporer.
La consume s'estime entre 7 et 11 litres par fût et par an. Lorsque les fûts sont positionnés tournés avec la bonde de côté l'évaporation est moindre. La fréquence de l'ouillage pour les fûts se fait généralement une fois tous les 7 à 15 jours voire 45 jours, soit environ 0,1 à 1 l/fût chaque opération. Un ouillage trop fréquent est inutile car il fait rentrer de l'oxygène à chaque ouverture de bonde pour un faible volume de vin ajouté. Un ouillage pas assez fréquent augmente les risques d'altération.
L'ouillage des cuves dépend de leur porosité et de leur surface d'échange.

### Paramètres intrinsèques
La quantité de gaz dissous dans le vin, notamment le gaz carbonique varie en fonction de la température et de l'activité fermentaire. Après une fermentation (alcoolique ou malolactique) le vin est saturé en gaz, lorsque l'équilibre de dissolution se fait, le gaz s'échappe du vin et vient créer une poche en haut du contenant. Dans le cas d'un changement de température, si la température augmente, le même phénomène de diminution de solubilité des gaz se produit, et crée une poche de gaz. Un ouillage est nécessaire plus rapidement dans ces deux cas, et inversement si une activité fermentaire reprend, ou si la température diminue.
Ces phases sont à relier avec la pression qui s'exerce dans le contenant, lors d'une activité fermentaire, le gaz produit fait augmenter la pression et le volume du contenu, tout comme pour un réchauffement de la température du vin. Les ouillages doivent alors être espacés dans le temps, il peut même être nécessaire d'enlever du vin. Inversement, lorsque la température diminue, le volume diminue et crée une dépression, et l'ouillage devient nécessaire.

## Méthode
L'ouillage peut se faire par remplissage, en versant du vin dans un fût par le trou de bonde, ou par une ouverture dans le haut d'une cuve (vanne).
Cela nécessite de disposer d'une quantité de vin suffisante pour compléter le niveau du vin tout au long de son élevage, et de la stocker à part dans un récipient ne nécessitant pas d'ouillage lui-même. Il est généralement conservé dans une cuve synthétique ou en acier inoxydable (sans risque d'évaporation) munie d'un chapeau dit « flottant » ou « mobile » (qui s'ajuste au niveau après chaque prélèvement dans la cuve), ou dans une cuve remplie de gaz inerte.
Le vin utilisé pour ouiller doit être identique à celui des fûts ou de la cuve. Lorsqu'il n'y a pas de volume supplémentaire de vin de la même cuvée pour ouiller, il est nécessaire de procéder autrement :
- dans le cas d'un élevage en fûts, il est possible de soutirer un fût de la cuvée, dans une cuve à plafond mobile, puis de compléter les autres fûts de la cuvée. Il est également possible, lorsqu'il n'y a qu'un seul fût, d'ajouter des objets inertes dans le fût, afin de compenser l’évaporation par une diminution du volume disponible, par exemple des cailloux peuvent être introduits jusqu'à ce que le niveau du vin atteigne la bonde[8] ;
- dans le cas d'un élevage en cuve, le même principe de compensation peut être utilisé, en gonflant une membrane à l'intérieur de la cuve qui vient prendre la place du vin manquant.

## Matériel
L'ouillage peut être réalisé avec une ouillette, généralement de 3, 5, ou 10 l. Sa praticité, son bec et sa simplicité d'entretien sont des avantages.
Il est possible d'utiliser des fûts sous pression de 30 ou 50 l remplis de vin, reliés à un pistolet permettant d'ouiller un plus grand nombre de fûts, sans ravitaillement. Ils présentent l'inconvénient d'être compliqués à vider et à nettoyer et nécessitent une source de mise sous pression, telle une bonbonne de gaz (azote ou dioxyde de carbone). Le coût du matériel est plus important, dix fois plus qu'une ouillette, mais cette technique est économe en temps de travail pour un grand nombre de fûts à ouiller.
Plus simplement un broc de quelques litres peut être utilisé. Autrefois en bois, cuivre ou autre métal, les brocs sont aujourd'hui en plastique.

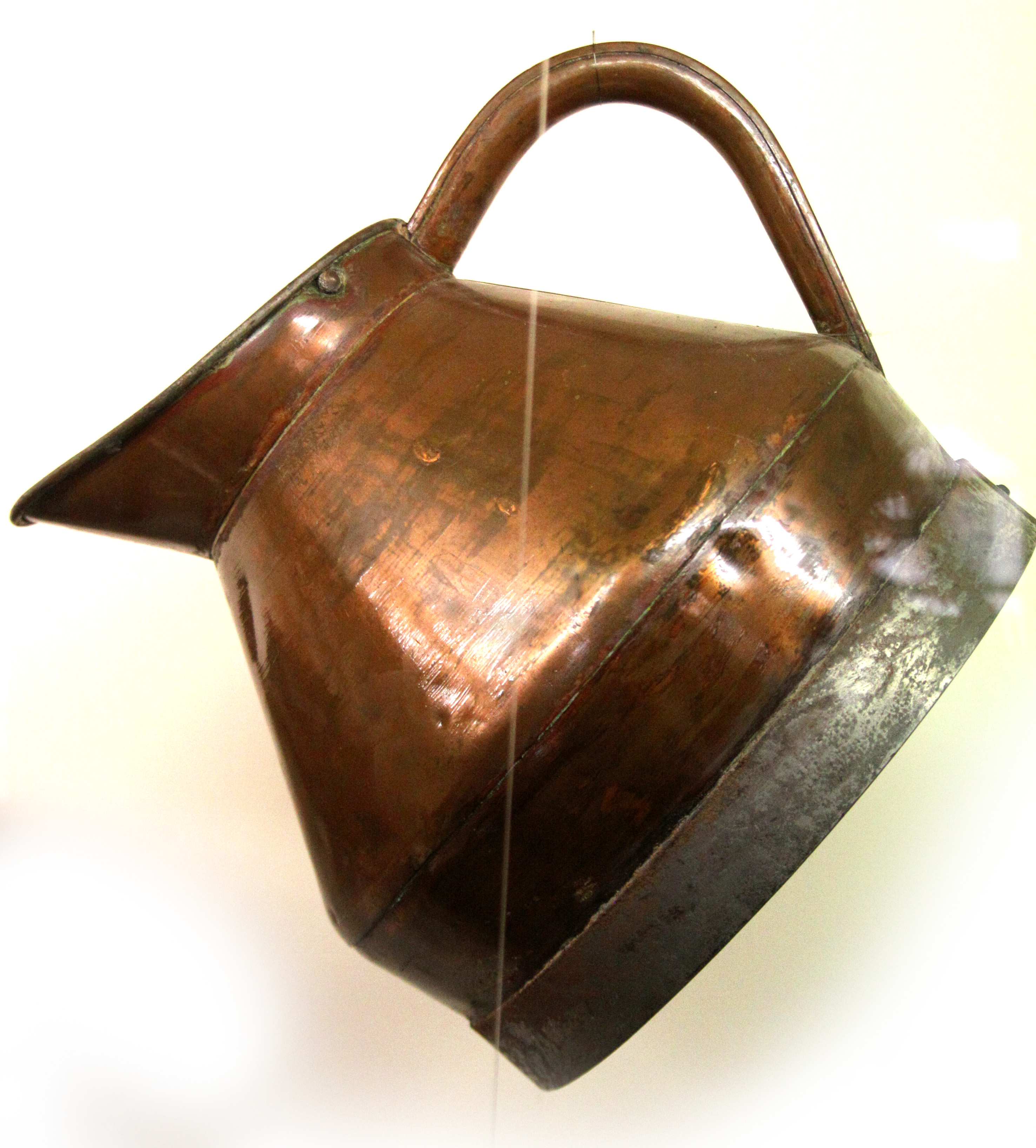
Broc à vin en cuivre utilisé autrefois pour l'ouillage, Nuits-Saint-Georges.
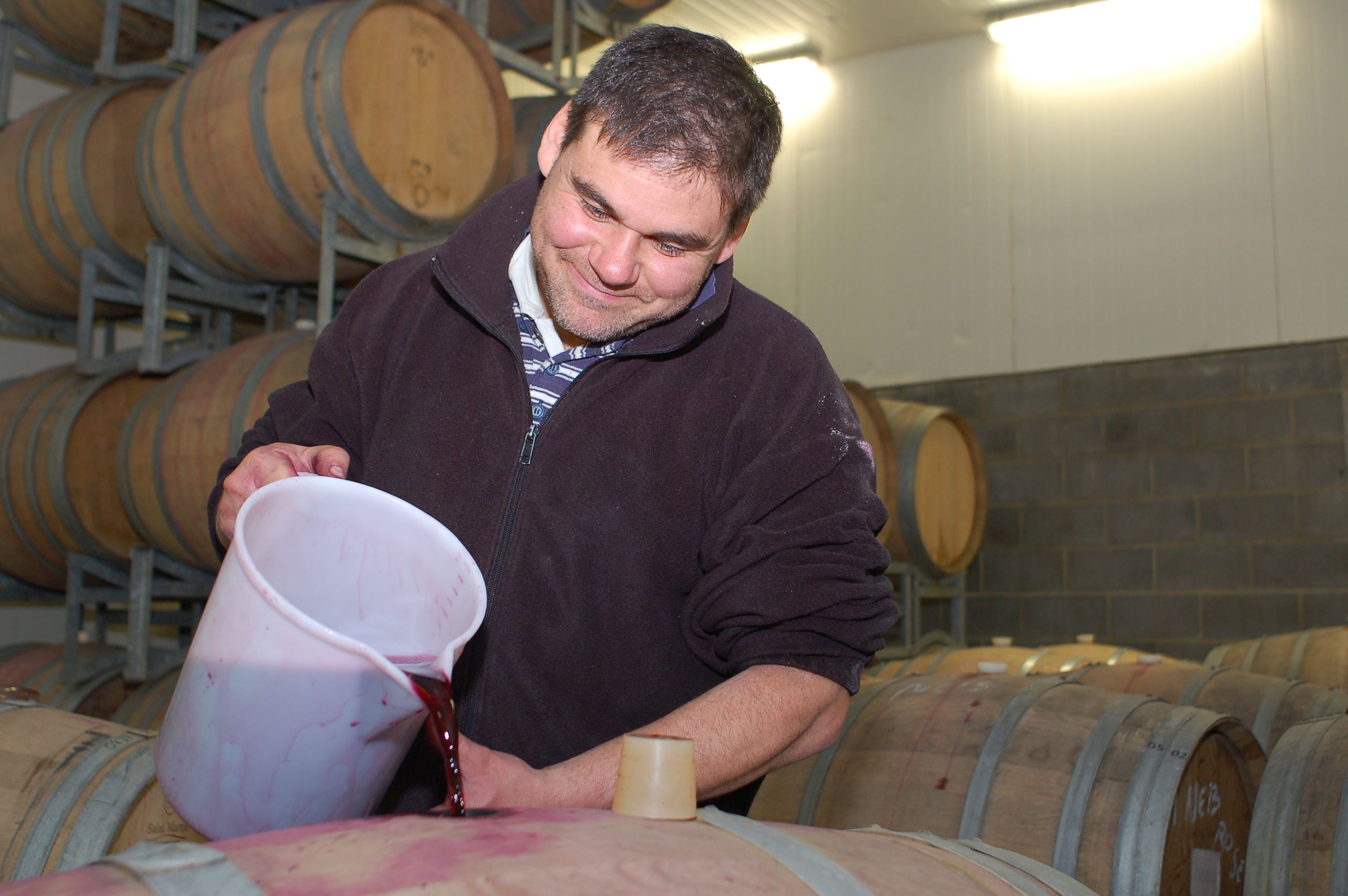
Ouillage avec un broc en plastique.
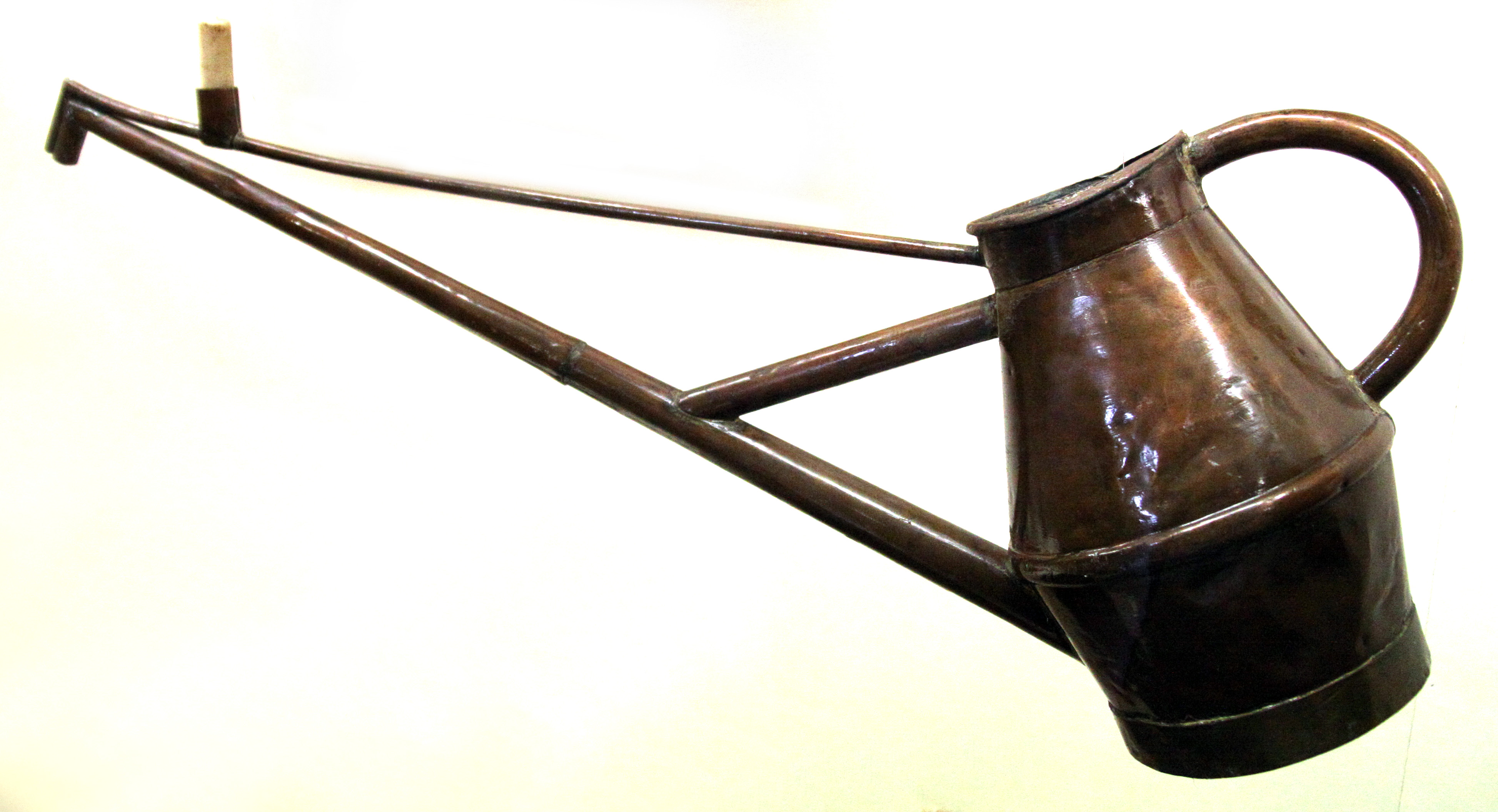
Ouillette en cuivre, utilisée autrefois à Beaune.
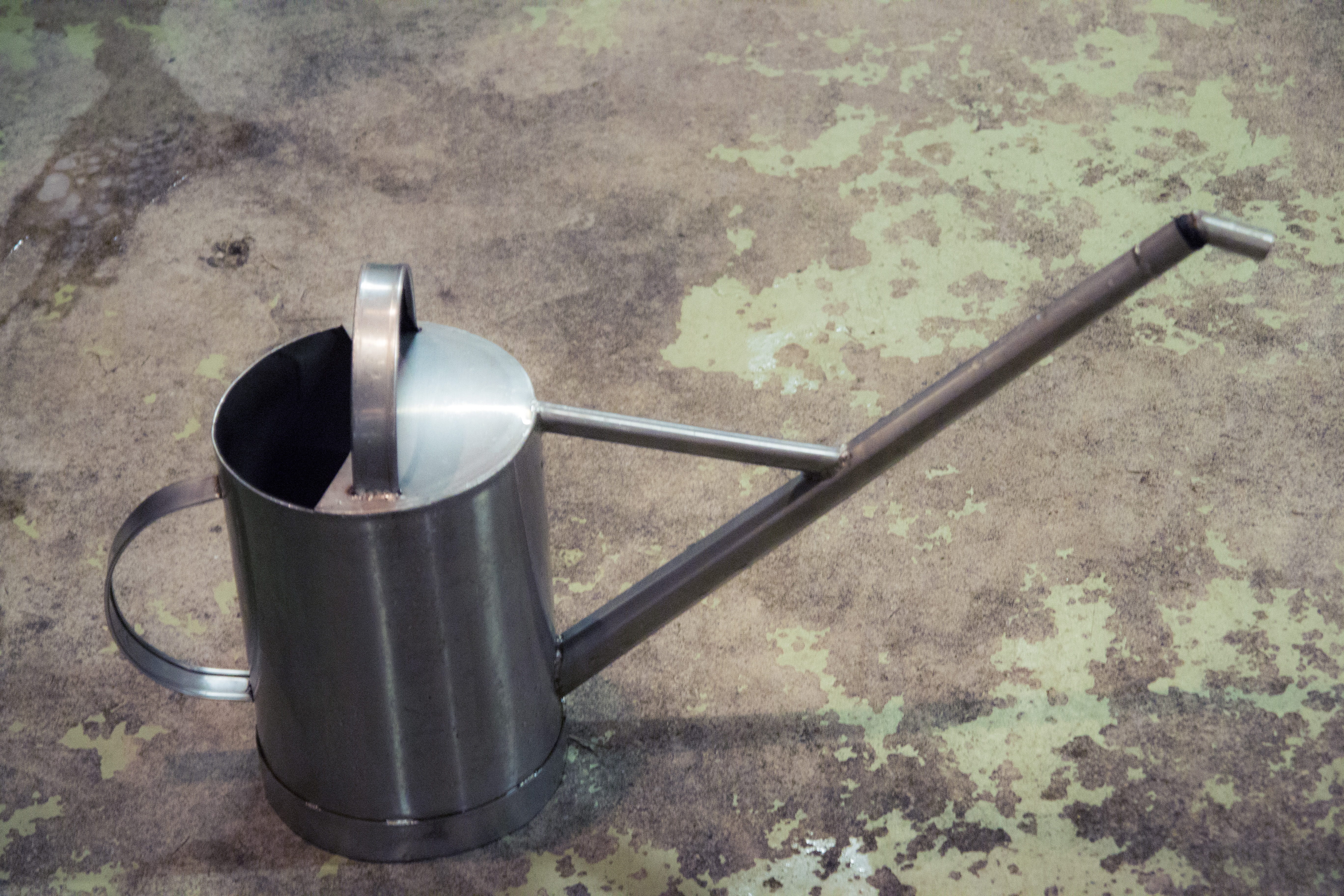
Ouillette en inox.

## Alternatives

### Inertage
La compensation du volume perdu peut se faire par injection d'un gaz inerte (azote, ou azote et dioxyde de carbone) qui remplace l'oxygène et évite les altérations microbiennes. Ce procédé est réalisé uniquement pour les cuves, à cause d'une précision trop faible pour les petits volumes et d'une manutention importante. Le gaz carbonique seul ne peut être employé à cause de sa solubilité dans le vin, il donnerait un vin perlant.

### Absence d'ouillage
Des vins avec un fort potentiel réducteur sont moins sensibles à l'oxydation et donc à l'absence d'ouillage. Une forte concentration en polyphénols permet au vin de supporter la présence d'oxygène, avec un ouillage trimestriel par exemple.

#### Vin Jaune

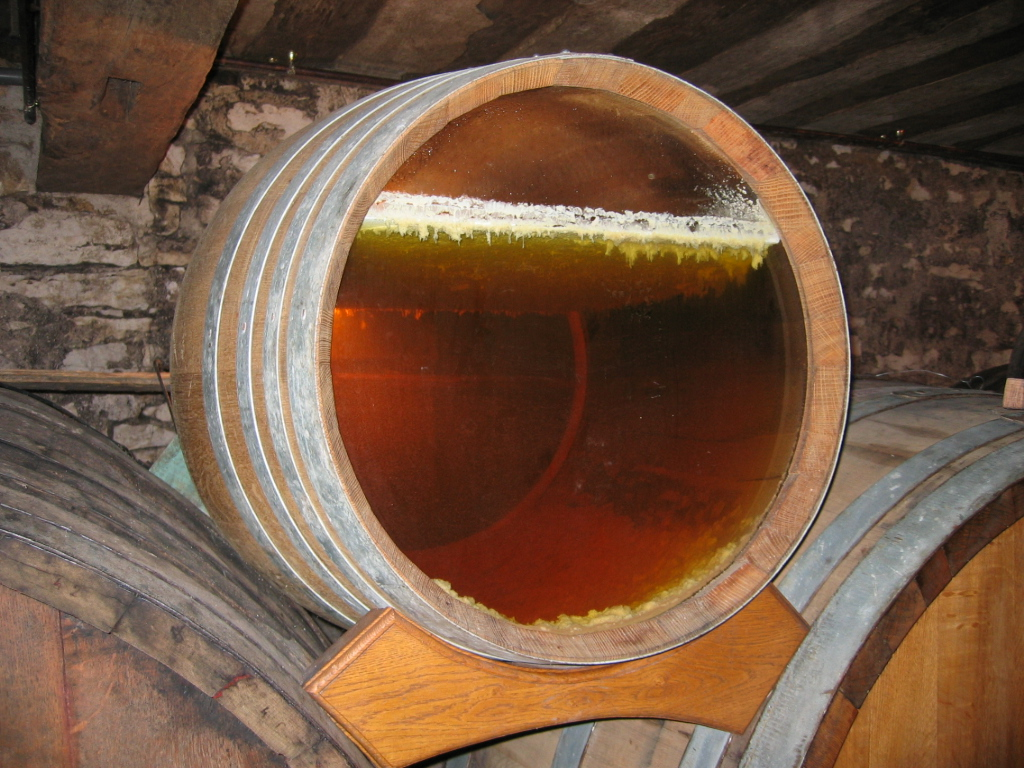
Fût de Vin Jaune, non ouillé, la partie basse étant le vin sous voile de levure, et la poche d'air étant en haut (paroi transparente).

Le Jura produit des vins blancs non ouillés à partir du cépage savagnin. Le plus célèbre est le vin jaune qui est élevé en fût pendant 6 ans et 3 mois. Le volume de vin évaporé (appelé « part des anges ») peut atteindre 40 %. Le vin est protégé d'autres micro-organismes par un voile de levures se développant à sa surface.

#### Rancio
Le rancio, produit dans les côtes catalanes, peut également s'élever sans ouillage.

## Coût
L'ouillage a un coût dans le processus de vinification, celui du volume de vin perdu notamment, ou celui des installations pour un inertage avec un gaz neutre. Le coût est globalement proportionnel à la durée de l'élevage.
La main d'œuvre nécessaire représente également un coût. Le temps passé dépend grandement des moyens pour réaliser l'ouillage et de l'accessibilité aux contenants. Un ouillage en fût nécessite l'ouverture de la bonde du fût, le remplissage, la fermeture de la bonde et le nettoyage ; il consomme environ une heure pour cinquante à cent fûts.